# Monnington on Wye
Monnington on Wye – wieś w Anglii, w hrabstwie Herefordshire. W 1961 civil parish liczyła 64 mieszkańców. Monnington on Wye jest wspomniana w Domesday Book (1086) jako Manitune.
Jest prawdopodobnym miejscem pochówku Owaina Glyndŵra